# Иоасаф (Оболенский)
Архиепи́скоп Иоаса́ф (в миру князь Иоа́нн (Ива́н) Ники́тич Оболе́нский , или Са́вва-Исаа́к (Савелий) Миха́йлович Оболе́нский , ум. 7 октября 1514) — епископ Русской церкви, архиепископ Ростовский и Ярославский.
Принадлежал к богатому роду князей Оболенских. Второй сын князя Михаила Ивановича Оболенского, из Черниговских Рюриковичей.

## Биография
Служилый князь у великого князя Московского и Владимирского Василия Васильевича Тёмного. Около 1436 года женился на княжне Дарье Андреевне Луговской По словам будущего архиепископа, судьбу молодожёнов предсказал ростовский юродивый Исидор Твердислов. Через год княгиня умерла при родах и тогда князь Савелий Михайлович постригся в монахи в Белозерском Ферапонтовом монастыре с именем Иосаф. Это тот редкий случай, когда представитель княжеского рода уходит из мирской жизни в расцвете сил.
О ранних годах его монашествования сведений нет. Жил некоторое время под ближайшим послушанием преподобного Мартиниана, тогдашнего игумена обители, отличавшегося очень строгой жизнью.
В 1471 году после игуменства Мартиана Белозёрского (ум. 1483) и Филофея (ум. 1501) занимает их место в монастыре.
В 1480 году по преставлении преподобного Мартиниана, избран братиею в игумены, а 22 июня 1481 года посвящён в сан архиепископа ростовского и тем самым становится 41-м в списке Ростовских архиреев и 8-м в списке Ростовских архиепископов. По его поводу составитель Типографской летописи элегически от себя прибавляет: "Увы, увы, погиб благоверный от земля, грех ради наших, по Давиду: Спаси мя Господи, яко оскудел преподобный, яко умалишася истинный от сынов человеческих, суетна глаголя каждый ко искреннему своему".  По мнению историков этот загадочный плач может быть понимаем двояко: или что в епископы был поставлен недостойный человек или что он достиг епископства недостойным путём.
В августе 1481 года Иосаф поддерживает вместе с Чудовским архимандритом Геннадием (ум. 1505) великого князя Ивана III Васильевича в его споре с митрополитом Геронтием, по поводу церковных правил освящения православных церквей и Успенского собора в частности "посолонья", о том как следует ходить с крестным ходом — по солнцу или в противоположном направлении "не посолонь". Митрополит и его сторонники указывали на то, что некоторые церковные кругохождения на Руси и в Греции на горе Афон совершаются против солнца. Окончательно этот спор был решен только в середине XVII века патриархом Никоном внесением в церковно-служебные книги правила хождения "не посолонь", получив характер неприкосновенного правила.
Но затем Иоасаф вступил в какие-то недружелюбные отношения к великому князю Ивану III Васильевичу. Сохранилось предание, что когда великая княгиня Софья возвращалась в Москву зимой 1480/81 годах после отражения последнего нашествия Ахмата, Иоасаф сильно упрекал её за то, что её спутники обижали жителей.
17 июля 1483 года Иосаф участвовал вместе с другими святителями в избрании новгородского архиепископа по жребию, который "вынялся" старцу Троице-Сергиева монастыря Сергию (ум. 1495, по другим данным 1504).
Осенью 1488 года (по другим данным 15 января 1489) оставил кафедру на ростовского архимандрита Тихона Малышкина и отошёл на покой обратно в Ферапонтову пустынь. Причины оставления кафедры не совсем понятны, но из письма Геннадия Новгородского следует, что причиной была некая обида в мирских делах (телѣсном дѣлѣ), и что великий князь не раз звал ростовского владыку, но тот не поехал и не воспользовался случаем отстоять своё дело. Геннадий упрекает, что Иоасаф оставил кафедру в столь сложное время и просит его отложить гнев.
Тогда же получает послание к нему от новгородского архиепископа Геннадия, в которых Геннадий с ним советовался о мерах борьбы с ересью жидовствующих.
В 1490 году после пожара построил первую здесь каменную церковь — собор Рождества Богородицы — и пригласил для его росписи иконописца Дионисия.
В 1512 году (по другим данным 07 октября 1514) старец Иосаф скончался "на память апостола Фомы" бездетным в глубокой старости, почти ста лет. Погребён в соборной церкви рождества Святой Богородицы Ферапонтова Белозерского монастыря.
При копании для него могилы в ногах преподобного Мартиниана были найдены мощи последнего. Память об архиепископе Иоасафе местно чтилась.